# Garnethill Synagogue

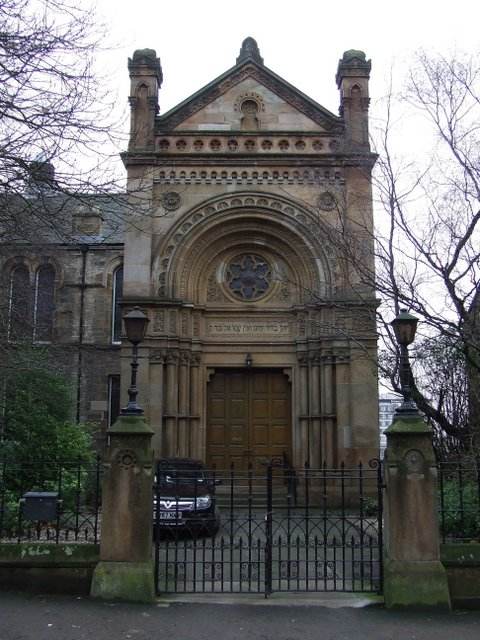
Garnethill Synagogue

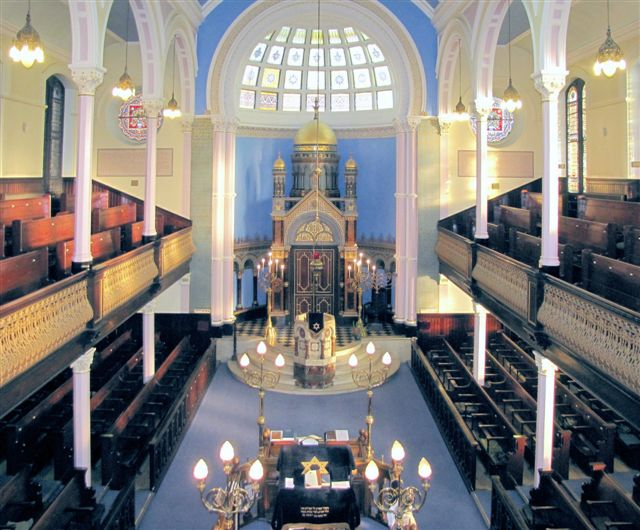
Innenraum

Die Garnethill Synagogue ist eine Synagoge in der schottischen Stadt Glasgow. 1979 wurde das Bauwerk in die schottischen Denkmallisten zunächst in der Kategorie B aufgenommen. Die Hochstufung in die höchste Denkmalkategorie A erfolgte 2004.

## Geschichte
In den 1820er Jahren fand sich in Glasgow eine jüdische Gemeinde zusammen. Zwar wuchs die jüdische Gemeinschaft in Glasgow nur langsam, war jedoch zum Ende des Jahrhunderts zur größten in Schottland angewachsen. Nachdem Gottesdienste zunächst in einem angemieteten Raum an der High Street durchgeführt worden waren, mietete die Gemeinde in den 1830er Jahren ein altes Postamt am Trongate an. Ein später angemieteter Raum im Anderson’s College (Keimzelle der University of Strathclyde) wurde auf Grund seiner Nähe zum Obduktionsraum bald aufgegeben. 1852 erwarb die Gemeinde für 1700 £ ein Haus an der Kreuzung zwischen George Street und John Street.
Zu Beginn der 1870er Jahre erwies sich dieses Gebäude als zu klein für die wachsende Gemeinde. Man entschied sich zum Neubau einer Synagoge mit angeschlossener Schule. Im November 1875 wurde das Grundstück der Garnethill Synagogue erworben. Zwischen 1877 und 1879 wurde das Gebäude nach einem Entwurf von John McLeod erbaut. Zur Planung konsultierte McLeod den jüdischen Londoner Architekten N. S. Joseph, der bereits Synagogen entworfen hatte. Nach Grundsteinlegung im März 1877 wurde das Gebäude am 9. September 1879 konsekriert. Es handelt sich damit um den frühesten Synagogenbau in Schottland. Die Gesamtkosten beliefen sich auf beinahe 14.000 £. 1998 wurden Gebäudeteile restauriert. Historic Scotland stellte hierzu Mittel zur Verfügung.

## Beschreibung
Die Garnethill Synagogue liegt an der Kreuzung der Garnet Street mit der Hill Street nordwestlich des Glasgower Zentrums. Das zweistöckige, L-förmige Gebäude weist Merkmale des Klassizismus, der Neoromanik und der maurischen Architektur auf. An der Nordseite entlang der Hill Street befindet sich das zweiflüglige Eingangsportal. Es ist mit ionischen Säulen und aufwändig ornamentierter Archivolte gestaltet. Oberhalb des Architravs mit hebräischer Inschrift ist eine Fensterrose in das Tympanum des Rundbogens eingelassen. An der Ostseite tritt eine Apsis heraus.
Ursprünglich bot das Gebäude 362 Männern und 218 Frauen Platz.